# Ніколь (тропічний шторм, 2010)
Тропічний шторм «Ніколь» (англ. Tropical Storm Nicole) – короткочасний і незвично асиметричний тропічний циклон, який спричинив руйнівні дощі та повені на Ямайці під час сезону атлантичних ураганів 2010 року. Це був шістнадцятий тропічний циклон і чотирнадцятий названий шторм сезону, а також останній із восьми тропічних штормів, які утворилися у вересні.
Завдяки нетиповій структурі Ніколь найсильніша конвекція була добре віддалена від центру; більша частина погодної активності припала на північно-центральний Карибський басейн. На Ямайці шторм спричинив масові відключення електроенергії у понад 288 000 будинків. Екстремальні опади до 37,42 дюймів (950 мм) спричинили катастрофічну повінь у кількох парафіях , серйозно пошкодивши або зруйнувавши 528 будинків. Руйнування поширилося на сільськогосподарські угіддя острова та навколишнє середовище, які постраждали від значного забруднення води. Загалом Ніколь завдала шкоди Ямайці на суму 245,4 мільйона доларів США (2010 рік ), і було 16 летальних випадків. В інших місцях незначні повені сталися на Кубі, Флориді та Кайманових островах. Залишки шторму спричинили великі хвилювання вздовж східного узбережжя Сполучених Штатів, спричинивши додаткові збитки та загибель людей.